# Harald Lundén
Harald Ludvig Reinhold Lundén, född 1 november 1878 i Mariestad, Skaraborgs län, död 18 november 1930 i Göteborgs Vasa församling, Göteborg,  var en svensk kemist. 
Lundén, som var son till läroverksläraren Ludvig Richard Lundén och Elisabeth Julie von Essen, blev student vid Uppsala universitet 1898, filosofie kandidat där 1903 och överflyttade därefter till Stockholms högskola, där han blev filosofie licentiat 1905, disputerade pro gradu där 1908 på avhandlingen Affinitätsmessungen an schwachen Säuren und Basen och promoverades 1909. Han var amanuens vid Kungliga Vetenskapsakademiens Nobelinstitut för fysikalisk kemi 1906–1913 och bedrev därefter konsulterande verksamhet i kemisk-tekniska facket. Han företog studieresor till en rad europeiska länder, författade en rad kemiska skrifter och invaldes som ledamot av Kungliga Ingenjörsvetenskapsakademien 1929. Han var medlem av "American Chemical Society".